# Crisoberilo

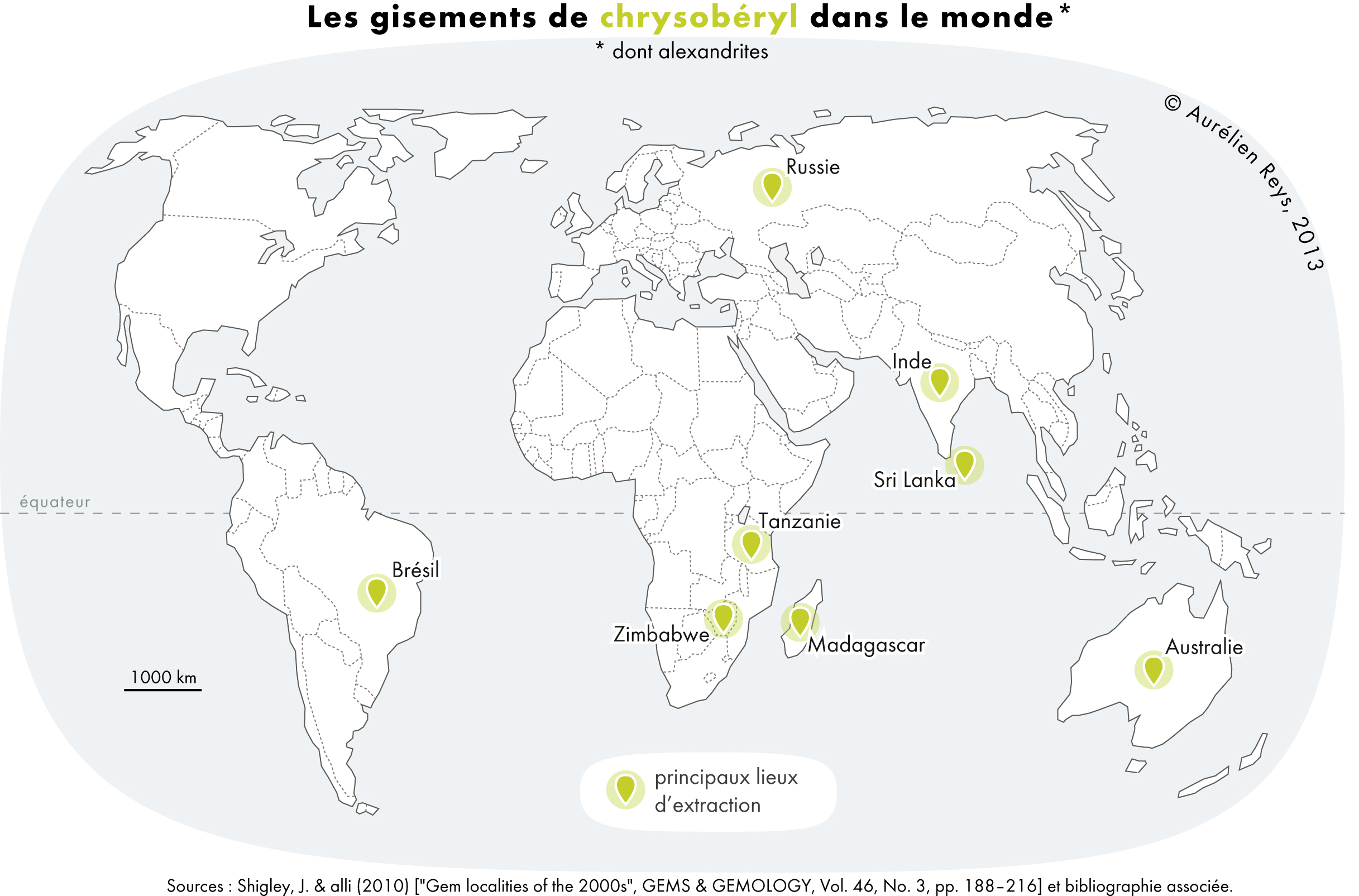
Principales países productores de crisoberilo

El crisoberilo, también llamado crisópalo o crisolita, es la forma mineral del óxido de berilio y aluminio, BeAl2O4.
Su nombre proviene del griego χρυσός (chrysos, «dorado») y βήρυλλος (bēryllos, «berilio») en referencia a su color y composición. Sus variedades cimofana y alejandrita son consideradas piedras preciosas.

## Características
El crisoberilo es un mineral que puede tener diversas tonalidades de verde, aunque también puede ser amarillo, parduzco o negro verdoso. Transparente o translúcido, tiene brillo vítreo.
Con luz transmitida, es incoloro con sombras pálidas amarillas, verdes o rojas.
Muestra una opalescencia azulada, especialmente en {010}.
De dureza 8,5 en la escala de Mohs, raya el cuarzo y a su vez es rayado por la espinela; su densidad varía de 3,59 a 3,75 g/cm³.
Infusible al soplete, es insoluble en ácidos y difícilmente atacable por álcalis. Su conductividad eléctrica aumenta con la temperatura.
Cristaliza en el sistema ortorrómbico, clase dipiramidal.
Su contenido de aluminio —como Al2O3— es cercano al 80%, mientras que el de berilio —como BeO— es de casi el 20%; como impurezas puede contener hierro, cromo y titanio.
El análogo de cromo del crisoberilo (BeCr2O4) recibe el nombre de mariinskita.

## Morfología y génesis

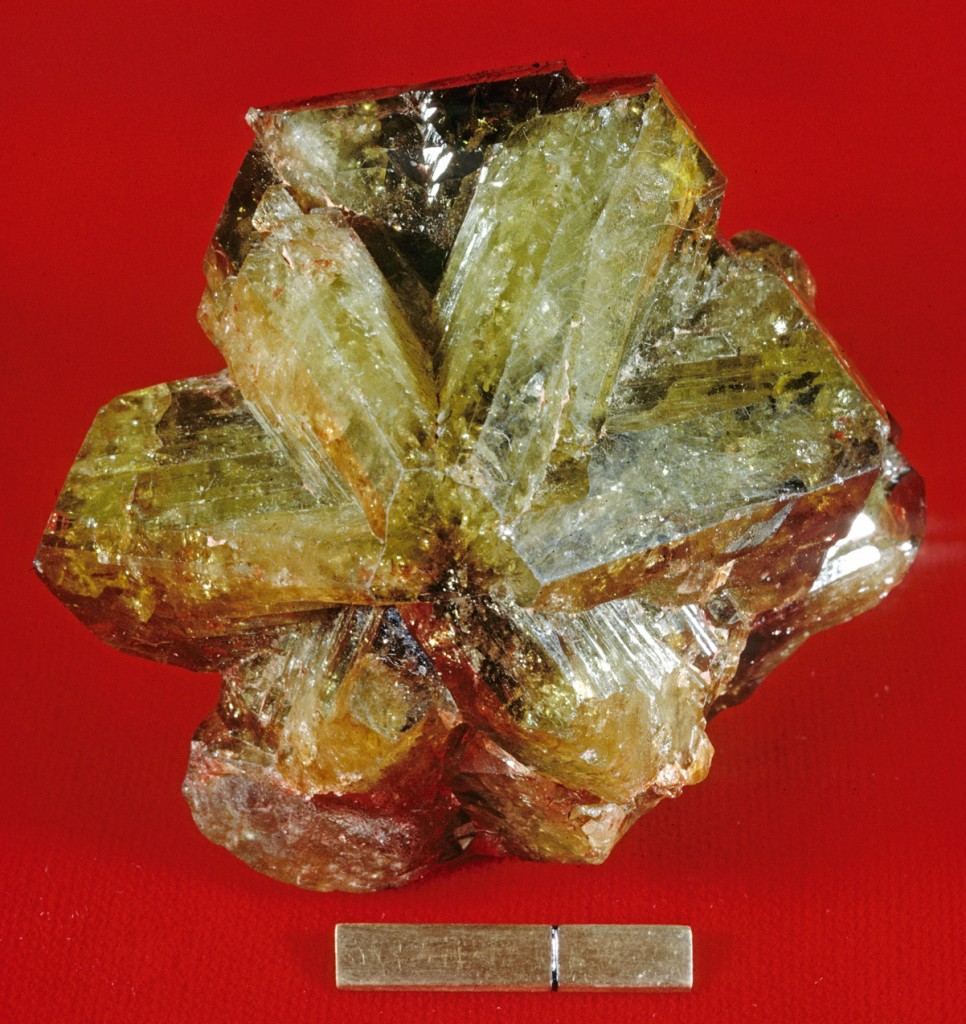
Macla de crisoberilo procedente de Colatina (Espirito Santo, Brasil)

El crisoberilo forma cristales tabulares en {001} o prismas cortos a lo largo de [100], pudiendo alcanzar una longitud de 22 cm.
Son frecuentes las maclas en {130}, produciendo formas planas con forma de corazón o maclas pseudohexagonales y de penetración.
En cuanto a su génesis, este mineral se encuentra generalmente en pegmatitas graníticas y menos frecuentemente en algunos micaesquistos o gneises.
Puede también aparecer en depósitos detríticos de tipo arena o grava.
Suele presentarse asociado a cuarzo, moscovita, albita, berilo, columbita, turmalina, topacio, kyanita y estaurolita (en pegmatitas graníticas).

## Variedades

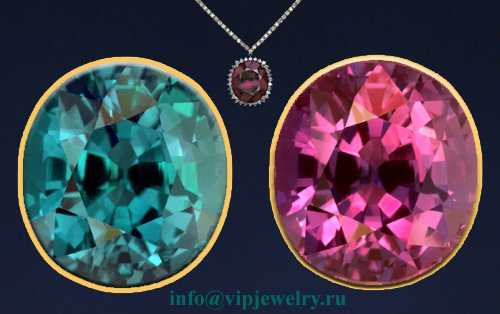
Alejandrita

Como piedra preciosa tiene bastante estima llamándose crisolita oriental la variedad verdosa y topacio oriental la más amarilla. La variedad cambiante se talla en cabujón del modo que presente mejor sus reflejos.

### Alejandrita
La alejandrita, también conocida como alexandrita, es una variedad verde rica en cromo, miembro intermedio de la serie crisoberilo-mariinskita que cambia de color con luz natural y artificial de verde a amatista.
Su nombre es en homenaje al zar Alejandro II de Rusia (1818-1881).

### Cimofana
También conocida como ojo de gato, es una variedad translúcida azulada o amarillenta. Su nombre deriva de la palabra griega que significa «ola», en referencia al efecto óptico tornasol observable en ella. Son responsables de este efecto microestructuras tubulares o inclusiones fusiformes de rutilo con orientación perpendicular al eje c.

## Yacimientos
El crisoberilo es un mineral muy extendido, si bien los buenos cristales son escasos.
Son numerosos los depósitos en Brasil, entre los que cabe destacar los excepcionales ejemplares procedentes de Itaguaçu y Água Doce do Norte (Espírito Santo); otras localizacionese están en Minas Gerais y Bahía.
Argentina cuenta con yacimientos de este mineral en el depósito de Las Águilas (El Trapiche, San Luis) y en la provincia de Córdoba.
Otros depósitos de interés son los de los montes Jizera (región de Liberec, República Checa), Dolni Okol (provincia de Sofía, Bulgaria), valle de Habach (Salzburgo, Austria) y Ekaterimburgo (Ural, Rusia).
En España se ha encontrado este mineral en el cabo de Creus (Gerona) y en sierra Almagrera (Córdoba).